# Елисавета Неманич
Елисавета Неманич (на сръбски: Јелисавета Немањић) (ок. 1270 – 1331) е банеса на Босна чрез брака си със Стефан I Котроманич. Тя е дъщеря на сръбския крал Стефан Драгутин и Каталина Унгарска. По линия на майка си е племенничка на Елизабета Арпад и първа братовчедка на Анна Неда.
Омъжена за Стефан I Котроманич след 1283 г., тя му ражда поне шест деца:
- Стефан II Котроманич, бан на Босна (1322 – 1353)
- Владислав Котроманич, съвладетел заедно с брат си Стефан II (1326 – 1353)
- Нинослав
- Мирослав
- Катарина
- Мария

След смъртта на съпруга си през 1314 г. тя за кратко управлява като регент на първородния си син, но поради започналите междуособици и завладяването на властта от Павел I Шубич, е принудена да бяга с децата си в Дубровник. Умира около 1331 г.